# 和平紀念碑 (多倫多)
多倫多和平紀念碑（英語：Toronto Cenotaph），或舊大會堂和平紀念碑（英語：Old City Hall Cenotaph），是一座位於加拿大安大略省多倫多舊大會堂前的紀念碑。
和平紀念碑最初是在第一次世界大戰後為紀念為加拿大參戰而犧牲的多倫多人而建造的，後亦用以紀念在第二次世界大戰及韓戰中犧牲的參戰者。它以英国伦敦白廳的和平紀念碑為藍本，使用由加拿大地盾上切割下來的花崗岩建造，並於1925年11月11日揭幕。據多倫多市政府，紀念碑的設計者為Ferguson/Pomphrey，這是一家位於多倫多北部的建築公司，地址為聖革利免路282號（282 St. Clements Avenue）。他們的設計是由多伦多市议会在提交的50種設計中選出的，用以更換自1919年以來每個國殤紀念日都使用的臨時木結構紀念碑。這兩位多倫多建築師收到了2,500加元的酬勞，為25,000加元項目成本的10%。這項工程在預算內按時完成。在紀念碑揭幕之前出現爭議：紀念碑上唯一的銘文是一個簡單的四字說明「致所有參戰者」（TO ALL WHO SERVED）。對此有人稱，這座紀念建築物應為一座紀念死難者的和平紀念碑（cenotaph），這個英文字源自希臘語kenotaphion，意為「空墓」，因此僅應用於紀念陣亡並被埋葬在其他地方的人。他們認為在這種情況下，銘文「致所有參戰者」是不妥當的。經過多番討論，原有的銘文被改為「致我們光榮的殉難者」（TO OUR GLORIOUS DEAD ）。
和平紀念碑上有一塊石頭是由英國陸軍元帥黑格於1925年7月24日鋪設。
和平紀念碑是多倫多用於國殤紀念日的主要地點之一。

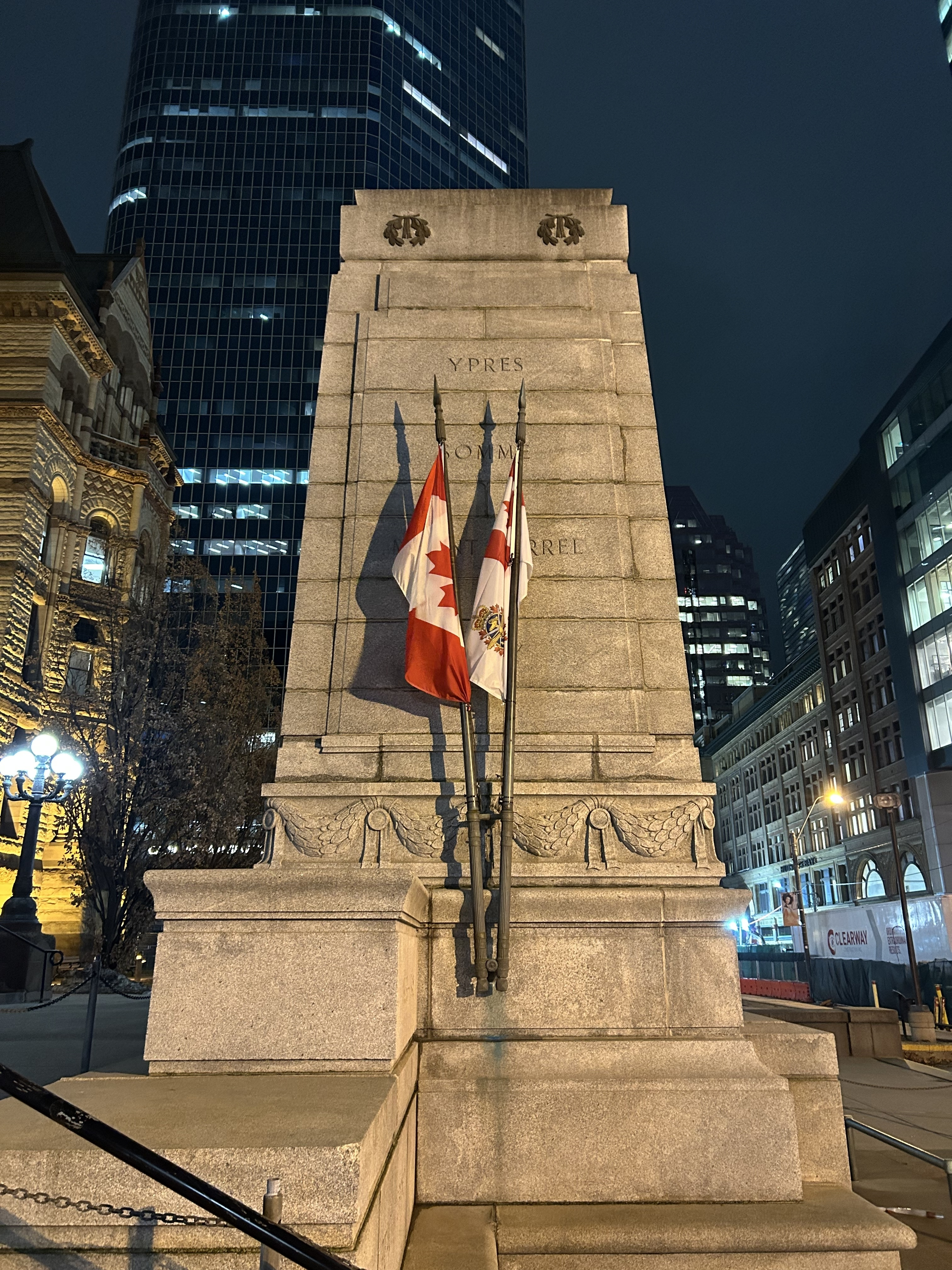
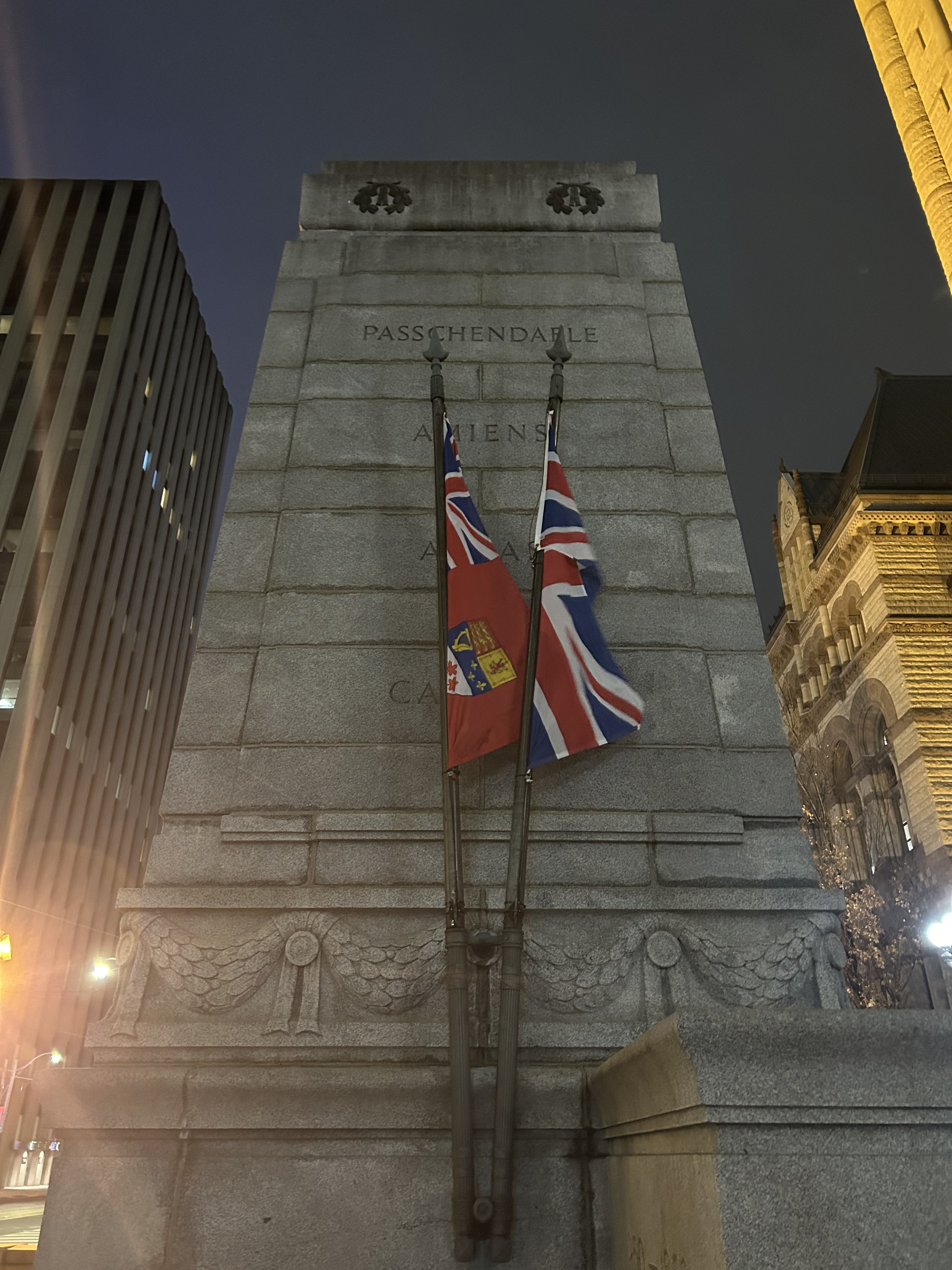
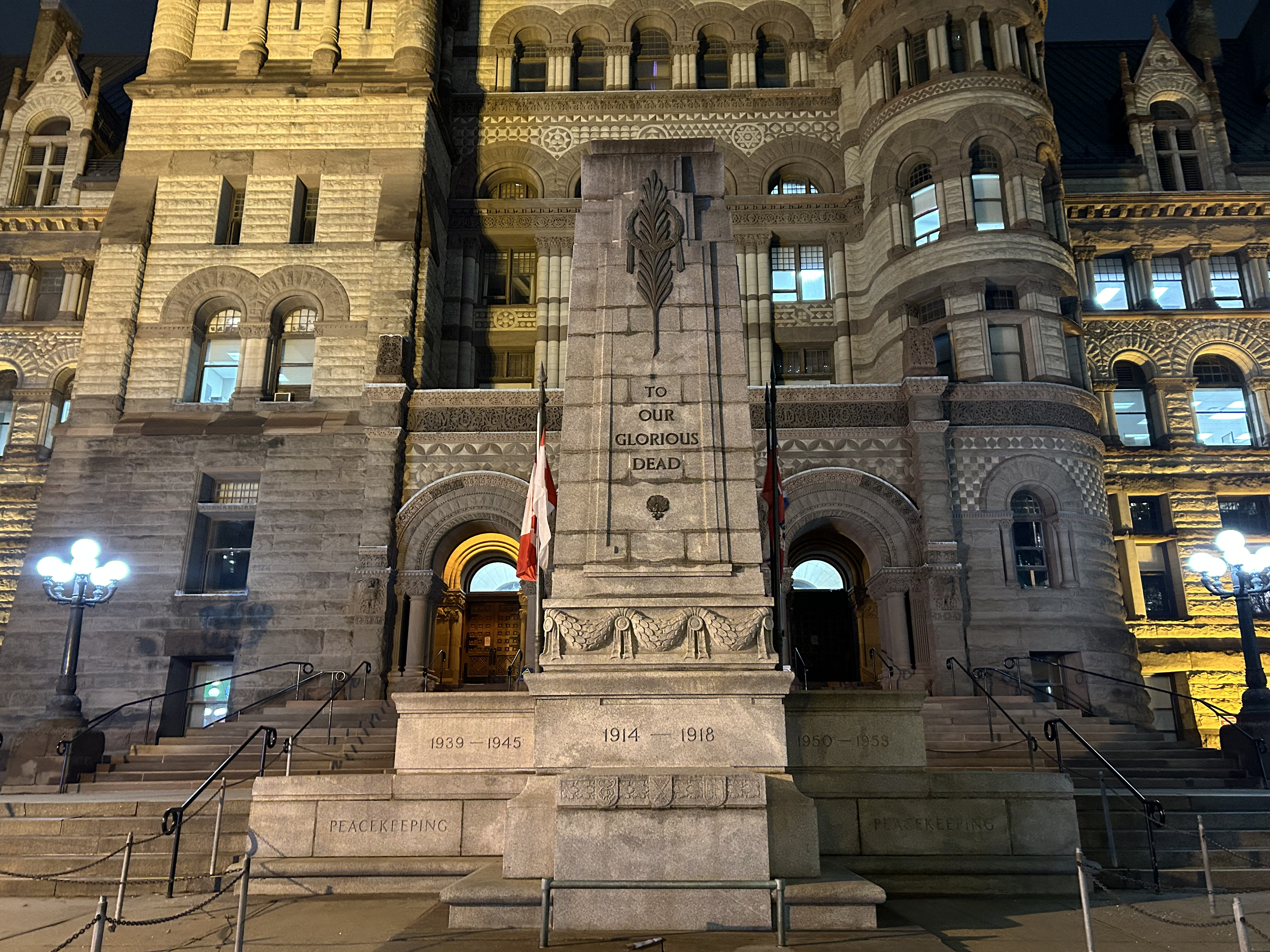

## 外部連結
- Shaping Toronto: The Old City Hall Cenotaph （页面存档备份，存于）